# Selbstmanagement
Der Begriff Selbstmanagement bezeichnet die Kompetenz, die eigene persönliche und berufliche Entwicklung weitgehend unabhängig von äußeren Einflüssen zu gestalten. Dazu gehören Teilkompetenzen wie zum Beispiel selbständige Motivation, Zielsetzung, Planung, Zeitmanagement, Organisation, Lernfähigkeit und Erfolgskontrolle durch Feedback.

## Begriffliche Klärung
Die Begriffe Selbstmanagement, -steuerung, -regulierung und -führung werden meist synonym verwendet. Ihr gemeinsamer Kern ist das Grundmodell der kybernetischen Systemtheorie, die das Verhalten sich selbst regulierender, lernender Systeme in den Natur- und Sozialwissenschaften analysiert und erklärt. Als Fähigkeit zur Selbststeuerung lässt sich Selbstmanagement als Metakompetenz verstehen, die in verschiedenen Disziplinen angesiedelt ist. In der Psychologie wird vorwiegend der Begriff „Selbstregulierung“ (Self-Regulation) und in der Managementwissenschaft der Begriff „Selbstmanagement“ vor allem für das Verhalten von Führungs- und Fachkräften und (autonomen) Arbeitsgruppen verwendet, die ohne formale Führer funktionieren.
Selbstmanagement, verstanden als Kompetenz, die berufliche und persönliche Entwicklung zu gestalten, wendet Techniken aus dem Management, der Psychologie und der persönlichen Führung an, um die eigene Motivation zu erhöhen, eigene Ziele zu klären und diese besser zu erreichen. Selbstmanagement ist mit dem Zeitmanagement verwandt und hat zum Ziel, die Selbstwirksamkeit und Umsetzungskompetenz zu erhöhen.

## Bedeutung des Selbstmanagements
Peter Drucker, einer der bedeutendsten Management-Autoren, betont, dass wir in einem Zeitalter (Stichwort Wissensgesellschaft) noch nie dagewesener persönlicher und beruflicher Möglichkeiten leben. Diese Wahlmöglichkeiten erfordern allerdings auch die Übernahme von Verantwortung für die eigene Entwicklung und persönliche Reife. Dazu Peter Drucker wörtlich: “Knowledge workers must, effectively, be their own chief executive officers. It’s up to you to carve out your place, to know when to change course, and to keep yourself engaged and productive during a work life… To do these things well, you’ll need to cultivate a deep understanding of yourself… how you learn, how you work with others, what your values are, and where you can make the greatest contribution”.
In der Pädagogik ist Selbstregulierung immer wieder ein Thema gewesen, auch wenn diese Erziehung in den 1970er Jahren „Erziehung zum Ungehorsam“ (gleichnamiger Film von Gerhard Bott) oder auch „antiautoritäre Erziehung“ genannt wurde. Insgesamt herrschte in der antiautoritären Erziehung (Alexander Sutherland Neill: Theorie und Praxis der antiautoritären Erziehung. Das Beispiel Summerhill) die Vorstellung, das Kind sei weitgehend selbst in der Lage, seinen Lebensweg zu organisieren (siehe auch: Selbstorganisation, Kinderladen). Als Forderung an den Erzieher wurde formuliert: Er habe sich mit seinen Erziehungsmethoden deutlich zurückzuhalten (Hans-Jochen Gamm: Kritische Schule), damit das Kind nicht unberechtigt beeinflusst bzw. manipuliert würde (Autonomie). In Deutschland hatte diese Bewegung u. a. zur Folge, dass sich neben den mächtigen Kindergarten-Systemen der Kirchen ein freiheitlich orientiertes Elementarwesen entwickelte, das sich in Elternvereinen und -Initiativen organisierte, um eine freie und selbstbestimmte Erziehung zu praktizieren.

## Entwicklung des Themas
Zum Selbstmanagement gehören unter anderem folgende Fähigkeiten:
1. selbständig sinnvolle und authentische Ziele zu setzen,
2. einen Plan und eine Strategie für die effiziente Umsetzung der Ziele zu erarbeiten,
3. diesen Plan konsequent umzusetzen und
4. regelmäßige Fortschritts- und Ergebniskontrollen durchzuführen und
5. daraus Maßnahmen zur Effizienzsteigerung abzuleiten (lernen).

Nach Stephen Covey lassen sich vier Generationen des Selbstmanagements unterscheiden. In der ersten Generation steht das so genannte Zeitmanagement zur persönlichen Arbeitsorganisation im Vordergrund. Mit Zeitplanern (Organizer), Checklisten, Kalendern und To-do-Listen versucht man, vor allem die Arbeitsabläufe und die eigene Produktivität zu steigern. Die zweite Generation des Selbstmanagements baut darauf auf, den Schwerpunkt auf die sinnvolle Planung und Vorbereitung von Aufgaben, Sitzungen und Projekten zu legen. Dazu gehört auch das „richtige“ Setzen von Prioritäten und die Schärfung des Blicks fürs Wesentliche. Die dritte Generation geht einen Schritt weiter und umfasst die Wahrnehmung der persönlichen Verantwortung für die Planung und Gestaltung zukünftiger Aktivitäten, die im Einklang mit den persönlichen Werten und Zielen stehen. Die nachfolgenden Empfehlungen verdeutlichen das zentrale Anliegen der ersten drei Generationen des Selbstmanagements:
- Erstellen Sie eine Rangfolge Ihrer Ziele und Werte als Voraussetzung für die Festlegung von lang- und kurzfristigen Prioritäten.
- Beginnen Sie jeden Tag mit einer Aufteilung der Aufgaben nach Dringlichkeit und Wichtigkeit, und bearbeiten Sie diese nach dem Eisenhower-Prinzip.
- Delegieren Sie so viel wie möglich nach dem Grundsatz, dass derjenige eine Aufgabe erledigen sollte, der die besten Voraussetzungen dafür hat (statt alles selber machen zu wollen).
- Erledigen Sie alle Vorgänge so, dass sie nicht ein zweites Mal auf Ihren Schreibtisch kommen.
- Berufen Sie Sitzungen nur dann ein, wenn andere Kommunikationsmittel wirklich nicht möglich sind.
- Sorgen Sie dafür, dass jede Sitzung gut vorbereitet ist, und machen Sie am Ende grundsätzlich eine kurze Manöverkritik („Sind Sie mit den Resultaten der Sitzung zufrieden?“)
- Sagen Sie Ihren Gesprächspartnern zu Beginn, was das Ziel (erwartetes Ergebnis) des Gesprächs ist und wie viel Zeit Sie dafür reserviert haben.
- Erstellen Sie regelmäßig eine Übersicht, aus der hervorgeht, wo Ihre Zeit geblieben ist.
- Kontrollieren Sie jeden Tag, ob die geplanten Aufgaben auch erledigt sind.

Die vierte Generation des Selbstmanagements konzentriert sich nach Stephen Covey auf die Verbesserung der Lebensqualität durch die Befriedigung von vier grundlegenden Bedürfnissen:
- Sicherstellung der physischen Leistungsfähigkeit und der mentalen Energie.
- Schaffung befriedigender Beziehungen zu Anderen und die Bewältigung gemeinsamer Herausforderungen.
- Steigerung der Lernfähigkeit und Förderung des persönlichen Wachstums durch den Erwerb neuer und die Weiterentwicklung vorhandener Fähigkeiten.
- Erarbeitung inspirierender Zukunftsperspektiven (Ziele) und das Erkennen eines tieferen Sinns in der persönlichen Entwicklung.

Mihály Csíkszentmihályi hat diesen Aspekt des Selbstmanagements wie folgt formuliert: „Die Menschen wollen für einen Zweck arbeiten, nicht einfach nur für ihren Lebensunterhalt … (sie brauchen) ein Ziel, das eine planlose Existenz in ein zweckgerichtetes und erfreuliches Abenteuer verwandelt.“ Diesen Zustand der Selbstbestimmung und Eigenverantwortung kann man als das Ergebnis eines erfolgreichen Selbstmanagements interpretieren. Der Weg zu einem derartigen Zustand ist auch ein wichtiges Thema in der Psychologie. So bemerkt zum Beispiel auch Frederick Kanfer, einer der Begründer der Selbstmanagement-Therapie, es sei ein Anliegen verschiedener Therapieansätze des Selbstmanagements, Klienten zu besserer Selbststeuerung anzuleiten und möglichst aktiv zu einer eigenständigen Problemlösung zu befähigen. „Wenn dieser systematische Lern- und Veränderungsprozess erfolgreich abläuft, sind Klienten (wieder) in der Lage, ihr Leben ohne externe professionelle Hilfe in Einklang mit ihren Zielen zu gestalten“.
Die fünfte Generation des Selbstmanagements wird zurzeit unter den Stichworten Selbstregulation, Volition oder Umsetzungskompetenz diskutiert. Dabei handelt es sich um bestimmte Fähigkeiten wie zum Beispiel:
- Steuerung der Gedanken und Fokussierung auf das Wesentliche
- Zielgerichtete Beeinflussung von Gefühlen und Stimmungen (Emotionsregulation)
- Kontrolle von Impulsen und die Fähigkeit, diese aufzuschieben
- Selbstmotivierung (Beherrschen von Strategien der Selbstmotivation)
- Leistungssteigerung durch Entwicklung von Fähigkeiten aus eigenem Antrieb und Lernfähigkeit.

Nach heutigem Verständnis ist Selbstmanagement eine Kompetenz, die aus verschiedenen, durch den Willen (Volition) gesteuerten Teilkompetenzen besteht.